# Sheffield-Simplex
Sheffield-Simplex (Шеффілд-Сімплекс) — з 1908 року англійський виробник автомобілів та мотоциклів. Штаб-квартира розташована в місті Шеффілд. У 1926 році компанія припинила виробництво автомобілів.

## Пітер Брозехуд
Пітер Брозехуд народився у 1838 році в родині інженера, що спеціалізувався на будівництві залізничних колій, - Роуланда Брозехуда. Оскільки спеціальність батька була досить прибутковою, то батько не поскупився на освіту сина. Хлопчик закінчив королівський коледж в Лондоні. У 19 років він надходить працювати в Great Western Railway, фірму, з якою за контрактом працював його батько. Через два роки Пітер йде працювати в компанію Maudslay, Sons and Field, що спеціалізувалася на судноплавних парових двигунах і вела свою історію ще з 1798 року.

## Компанія Peter Brotherhood

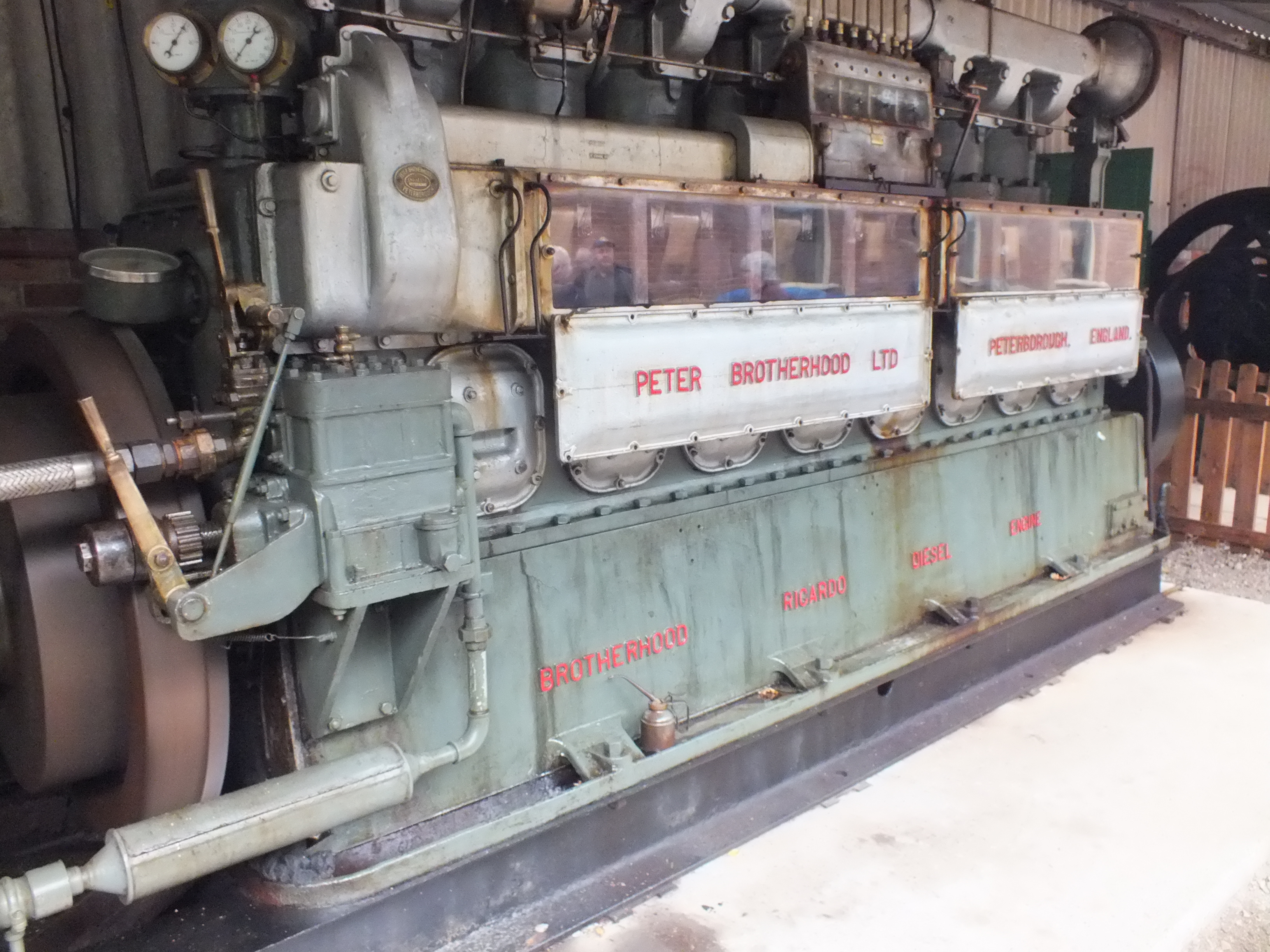
Двигун фірми Peter Brotherhood

У 1867 році, здобувши досвід інженера і гроші, спільно з Дж.Д. Кіттоу він засновує в Лондоні компанію Kittoe and Brotherhood. Нова фірма починає займатися виготовленням промислових парових двигунів. Через чотири роки шляху Кіттоу виходить на пенсію через свій вік, і незабаром до Брозехуда приєднується містер Хардінгам, через що фірма перейменовується в Brotherhood and Hardingham. Ще через рік фірма створює перший в світі радіальний паровий двигун, три циліндри були розташовані під кутом в 120 градусів один відносно одного. 1873 року він демонструє доопрацьовану модель двигуна на виставці у Відні, де ним зацікавилося багато фірм. Ліцензії на нього були продані в тому числі і до Франції, де їх стали випускати фірми Flaud et Cohendet з Парижа і Руанська Manlove, Alliott et Cie. До 1878 року Пітер Брозехуд став єдиним і повновладним господарем компанії, яку він перейменував на честь себе.
До початку нового століття фірма зарекомендувала себе з найкращого боку, і навіть королівська яхта "Victoria & Albert" була обладнана трициліндровими паровими двигунами, які використовувались як генератори на судні. Більш того, двигуни конструкції Пітера Брозехуда були встановлені на французькому броненосці «Рішельє», вони використовувалися як насоси, що викачували воду. У жовтні 1902 року помирає засновник компанії, і біля керма стає його син - Стенлі Брозехуд.
Стенлі було 26 років на той момент, він, як і його батько, отримав гарну інженерну освіту. Але, на відміну від батька, який був великим шанувальником парових двигунів, спадкоємець мав схильність до автомобілів і подорожей на них. Так в його автопарку було аж чотири моторизованих транспортних засоби: два Bebe-Peugeot і по одному Darracq 7CV і Panhard et Levassor 7CV, на яких він встиг відвідати Францію, Німеччину і Швейцарію.

## Компанія Brotherhood Crocker Motors
На початку 1903 року він, за сприяння вугільного магната графа Фіцуільяма (сім'я якого вела родовід з 14 століття), засновує дочірню фірму Brotherhood Crocker Motors. Розташована на Ганновер Стріт в Лондоні, компанія майже рік нічого не виробляла, оскільки працювала над первістком марки, Брозехуд робив ставку на солідний і дорогий продукт. Оскільки ні Брозехуд, ні його партнер Крокер, ні спонсор граф Фіцуільям не були автомобільними інженерами, то на підмогу покликали Персі Річардсона, який понад шість років пропрацював в Daimler Motor Co. Не дивлячись на те, що британський Daimler розійшовся з німецьким прабатьком Daimler-Motoren-Gesellschaft, сам Річардсон був великим шанувальником німецького бренду, який на той час уже називався Mercedes. На початку 1905 року на Лондонському автосалоні був представлений великий автомобіль, зроблений за канонами німецької марки. Цей автомобіль мав під капотом 4 циліндри, об'ємом в 3.9 л, розвивав він 20 к.с. при 900 об/хв. Ланцюгова трансмісія мала чотири ступені, що було нетиповим рішенням для того часу. Настільки великий проміжок часу з дня заснування фірми до показу першого автомобіля був через те, що Річардсон занадто довго випробовував автомобіль, мандруючи по Великій Британії, щоб фірма могла дати 15 000-кілометрову гарантію на свою продукцію. Річардсон не тільки озирався на німецьких колег, але й придумував щось сам. Так, наприклад, кульку клаксона, який зазвичай розташовувався за межами салону, він розмістив прямо посеред керма, подавати сигнал було зручніше, ніж шукати його збоку кузова. Також з самого початку фірма вирішила використовувати підлогові педалі управління: акселератор праворуч, а ліворуч була поєднана педаль зчеплення і гальма, що мало полегшити керування автомобілем.

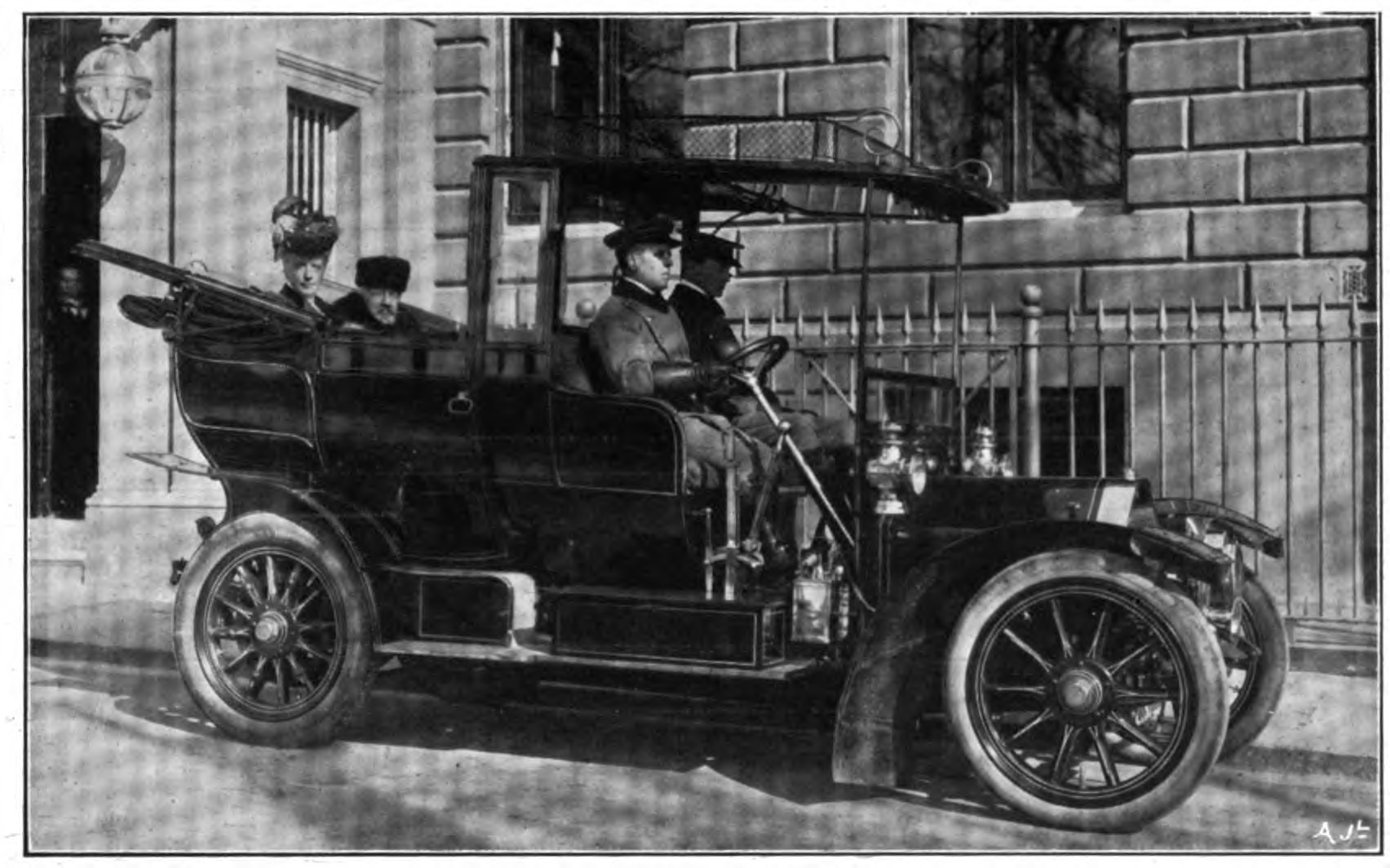
Brotherhood 20/25HP

Фірма, яка встигла зробити собі ім'я в світі парових двигунів і корабельного оснащення, знайшла під час виставки дев'ять високопоставлених та іменитих клієнтів, кузови для яких взялися виготовити такі відомі контори, як Hooper і Mulliner.
Наприкінці 1905 року Брозехуд продає свої лондонські заводи і переїжджає в Пітерборо, однак місцева влада не дає йому дозвіл на виробництво саморушних колясок, і в січні 1906 року граф Фіцуільям пропонує перенести виробництво в Тінслі, що в Шеффілді. Там були побудовані в короткий термін п'ять промислових будівель для майбутнього виробництва: виливковий цех, цех для збірки моторів, цех для кінцевого складання автомобіля, модельний цех і приміщення для тестування автомобілів, перед цехами були побудовані адміністративні та конструкторські будівлі, все це вилилося в 11 000 фунтів стерлінгів особистих заощаджень магната. Управляти виробництвом покликали Герренда, який займав цю ж посаду на заводах фірми Clement. З переїздом компанії в інше місце Брозехуд, не бажаючи розпорошуватися на кілька компаній, вирішує передати кермо влади графу. Той уже мав свої погляди на майбутнє фірми - Фіцуільям марив про конкуренцію з Rolls-Royce 40/50HP, відомішою як Silver Ghost. Однак поки йшли роботи над новим прототипом, фірма продовжувала випускати колишню модель, розширивши гаму варіантів тільки за рахунок пропозиції колісної бази в трьох розмірах.

## Компанія Sheffield-Simplex
У 1908 році нарешті був готовий новий автомобіль, разом з ним було змінено торгову назву продукції, яка стала називатися Sheffield-Simplex. Шеффілд був металургійним центром Англії, в якому автомобільна компанія Sheffield-Simplex Motors Ltd була всього другим виробником автомобілів в місті. До цього з 1902 по 1906 роки в місті існувала фірма Hallamshire Motor Company, яка випускала автомобілі, але були ще компанії типу Cavendish Motor Company або La Plata Cars, які продавали чужі машини під своєю назвою, внісши незначні зміни. Граф Фіцуільям таким чином хотів прославити металургійне місто, не випускаючи автомобілі в Ковентрі або Лондоні. Слово "Simplex", що означає "простота", було просто модним в той час, існувало близько двох десятків компаній з цим словом, в тому числі і автомобільних типу Mercedes Simplex, Crane Simplex, Rex Simplex і т.д., але в цьому контексті воно мало на увазі простоту управління даної продукції.
Зовні Brotherhood Crocker і Sheffield-Simplex відрізнялися один від одного наявністю круглого радіатора у останнього, граф Фіцуільям намагався всіма видами виділити продукцію підопічної фірми. Під капотом моделі LA1 був великий, майже семилітровий, шестициліндровий мотор, що розвивав 45 к.с.. Трансмісія у цього автомобіля була триступенева з карданним приводом головної передачі. А у моделі LA2, що з'явилася незабаром і мала той же мотор, була незвичайна трансмісія, коробка передач у неї була відсутня як така, була можливість вибирати рух вперед або назад, але в задньому редукторі був набір з трьох зірочок і шестерень, які дозволяли змінювати передавальне відношення. Таким чином, з наявністю однієї передачі автомобіль міг розвивати швидкість від 5 до 96 км/год, але така трансмісія не дозволяла подорожувати по гірській місцевості (адже саме Луї Рено придумав додати в трансмісію ще одну передачу, щоб піднятися вгору на спір по похилій вулиці Лепік, що в Парижі). Відсутність трансмісії позначилася на легшій вазі шасі, які схудли на 135 кг. Однак, через те, що передавальні числа були занадто низькими для довгих подорожей і занадто короткими для гірських доріг, то на них ставилися тільки легкі двомісні кузови спортивного типу для їзди по місту, а не в тривалу подорож і гори. Ходова частина обох моделей повторювала конструкцію автомобілів бренду Brotherhood Crocker. Кожна машина збиралася за строго індивідуальним замовленням, автомобіль офарблювався і оброблявся за бажанням замовника в потрібний колір. Сидіння підганялися під кожного з членів сім'ї, яка повинна була користуватися автомобілем, щоб кожен відчував себе зручно в салоні (але це ускладнювало продаж вживаного автомобіля). На збірку кожної машини йшов приблизно тиждень, ще два тижні йшло на тестування і налагодження автомобіля, важливим було домогтися того, щоб не було чутно, як працюють механічні вузли, в тому числі і двигун. Партнерами, що виготовляли кузови, були обрані фірми Vanden Plas і Cunand, обидві з Лондона, куди шасі відправляли залізницею, але клієнти могли і самі вибрати собі кузовне ательє.
Фірма сама виготовляла шестерні, розподільні вали, свічки та інші елементи, але замовляла у місцевих постачальників деякі деталі: Henry Wallwork виготовляли блоки двигунів, фірма William Brothers поставляла латунні і мідні втулки, а круглі радіатори поставлялися з Вулверхемптона, де їх виробляла фірма Phoenix Works. Через рік фірма вирішила було розширити сферу інтересів - виробляти авіаційні мотори, і навіть купила один з монопланів фірми Bleriot, проте в підсумку передумали. У листопаді 1909 року на виставці в Лондоні Sheffield-Simplex показав цікавий для свого часу кузов. У кузова типу торпедо, виготовленого з алюмінію, ззаду був люк для багажу, прообраз сучасного багажника. Плюс під люком для багажу були дві розсувні двері для поклажі, інструментів та запасного колеса.

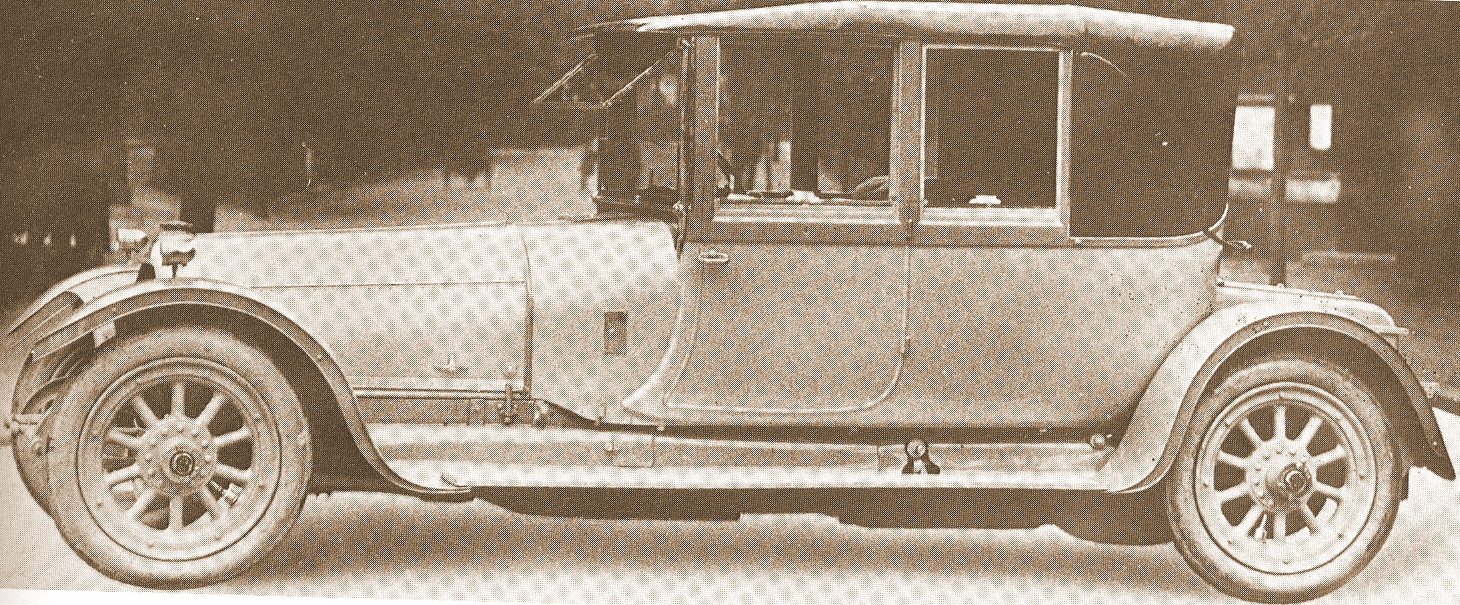
Sheffield-Simplex LA2 45HP

У 1910 році модельний ряд розширився за рахунок нових чотирьох моделей: LA3 14/20НР і LA4 14/20НР, під капотом у цих моделей був 2882-кубовий чотирициліндровий мотор, відрізнялися вони тільки довжиною колісної бази; також різна база була у моделей LA5 20/30НР і LA6 20/30НР, які мали ідентичні 4.3 л мотори. 2.9-літровий мотор за своєю конструкцією дуже нагадував французький мотор, який встановлювала на свої машини компанія Renault, більш того, британці й радіатор машини розмістили за подобою французів (Renault розміщувала радіатор за двигуном, через що й мали дзьобоподібні капоти). Так само, як й інші моделі, вони комплектувалися триступеневою коробкою передач з карданним приводом. Однак всі молодші моделі проіснували в каталогах тільки до 1911 року, коли їх всіх змінила всього одна нова модель - LA7 30НР. Під капотом у неї був 4.7 л мотор з шістьма циліндрами, потужністю 30 к.с.. Sheffield-Simplex стає однією з небагатьох британських марок, яка пропонувала тільки шестициліндрові машини своїм клієнтам, натякаючи на конкуренцію з Rolls-Royce. Фіцуільям навіть відкриває шоу-рум в Лондоні по вулиці Кондьюіт Стріт в п'яти магазинах від торгового представника Rolls-Royce. Щоб прорекламувати свою "безкоробочну" модель, журналу "Аутокар" дається машина для випробувального пробігу з одного кінця Великої Британії до іншого, журналіст видання Вільям Інджелл проїхав від Джон'О'Гроатса до Лендс Енду без поломок. Наприклад, в 1984 році була спроба зробити такий же пробіг на Jaguar XJ6 Series III з мотором 4.2 л, і до фінішу тоді машина не дійшла. Але і без реклами справи у фірми йшли непогано, машини славилися надійністю і, як зневажливо говорив граф, для залучення клієнтів їм не було потрібно "сріблити" капоти своєї продукції, натякаючи на свого найближчого конкурента.

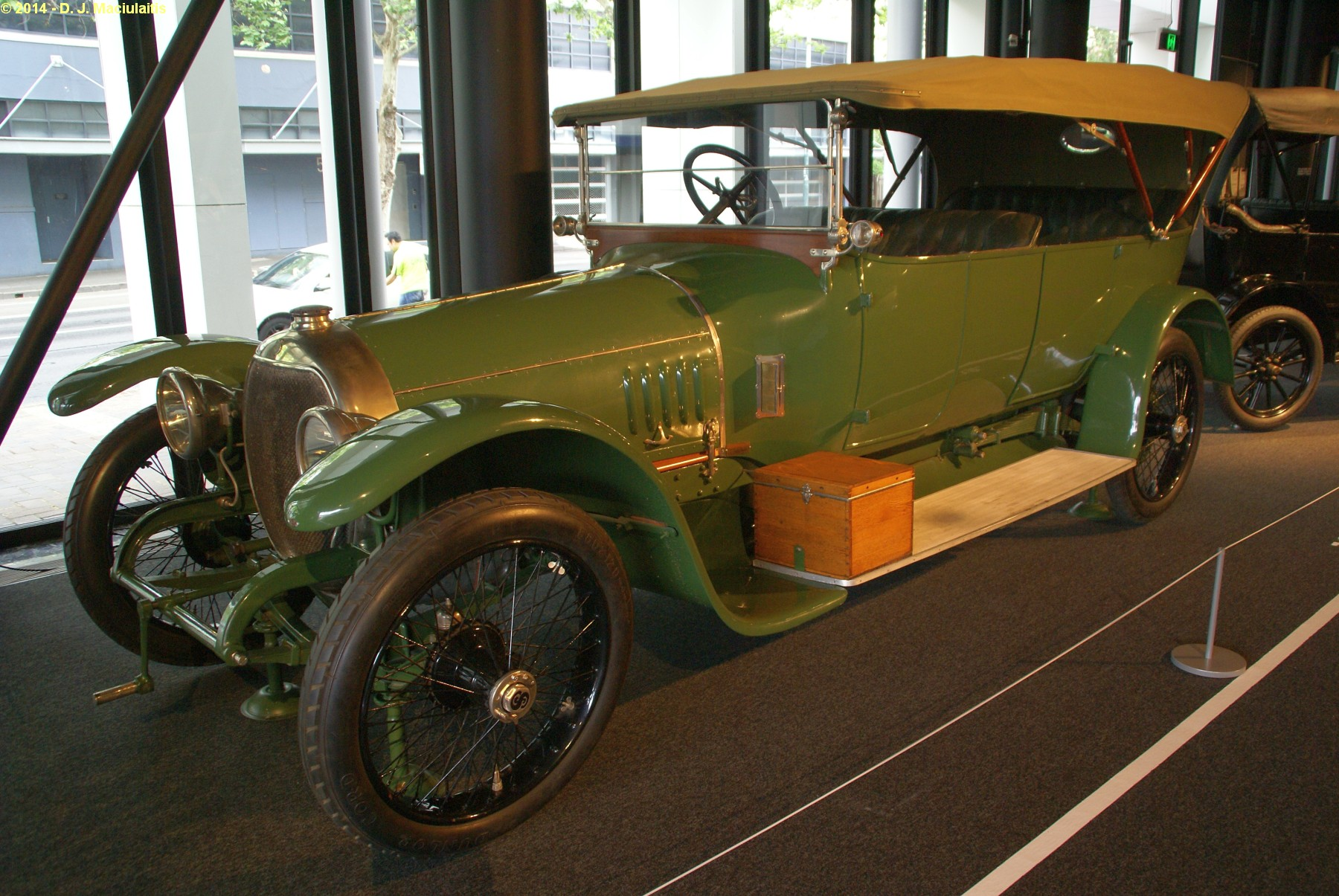
Sheffield-Simplex LA7B 30HP Touring Car 1913 року

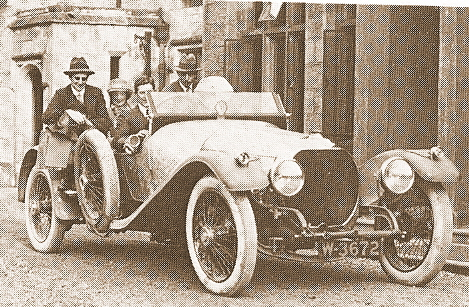
Sheffield-Simplex LA7B 30HP

У 1913 році модель LA7 отримує в базове оснащення електричний стартер, така машина тепер називалася LA7B. Модель LA1 45HP отримує чотириступінчасту коробку передач, яку винесли до заднього редуктора (система "транзаксель"), карданний вал, задній міст і коробку можна було демонтувати всього за 20 хвилин, якщо в цьому виникала необхідність. На машинах цього покоління унікальну двопедальну систему змінили на трипедальну. Через рік старі LA1 і LA2 нарешті знімаються з виробництва.

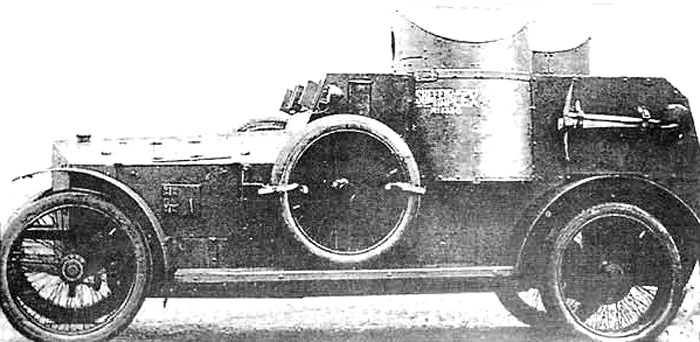
Броньовик Sheffield-Simplex на шасі моделі LA7B 30HP

З початком військових дій фірма переходить на виробництво вельми невдалих броньовиків на шасі моделі LA7B 30HP, які мали ясеневий каркас, оббитий броньованими листами, які навіть не могли затримати кулю з револьвера. Британська армія забракувала ці продукти, однак російські військові з якоїсь причини закупили цілу партію таких броньовиків, які оснащувалися всього одним кулеметом, і при цьому були не в змозі пересуватися на далекі відстані, оскільки власна вага в п'ять тон швидко виводила з ладу шасі, мости та інші вузли автомобіля. Також автомобілі марки Sheffield-Simplex використовувала і бельгійська армія, але бельгійці використовували ці машини як пересувні радіостанції. Крім броньовиків, у воєнний час фірма випускала також авіаційні двигуни, а також амуніцію, зокрема авіаснаряди і магнітні міни. Броньовики марки Sheffield-Simplex потім переробили в мотодрезини. 
Навіть не дивлячись на невдачу з броньовиками марки Sheffield-Simplex, імідж марки не був підмочений для Росії, оскільки Великій княгині Анастасії в червні 1916 року було замовлено автомобіль цієї марки з кузовом ландоле. Не відомо, чи був він доставлений до двору російського імператора, але автомобіль був побудований.

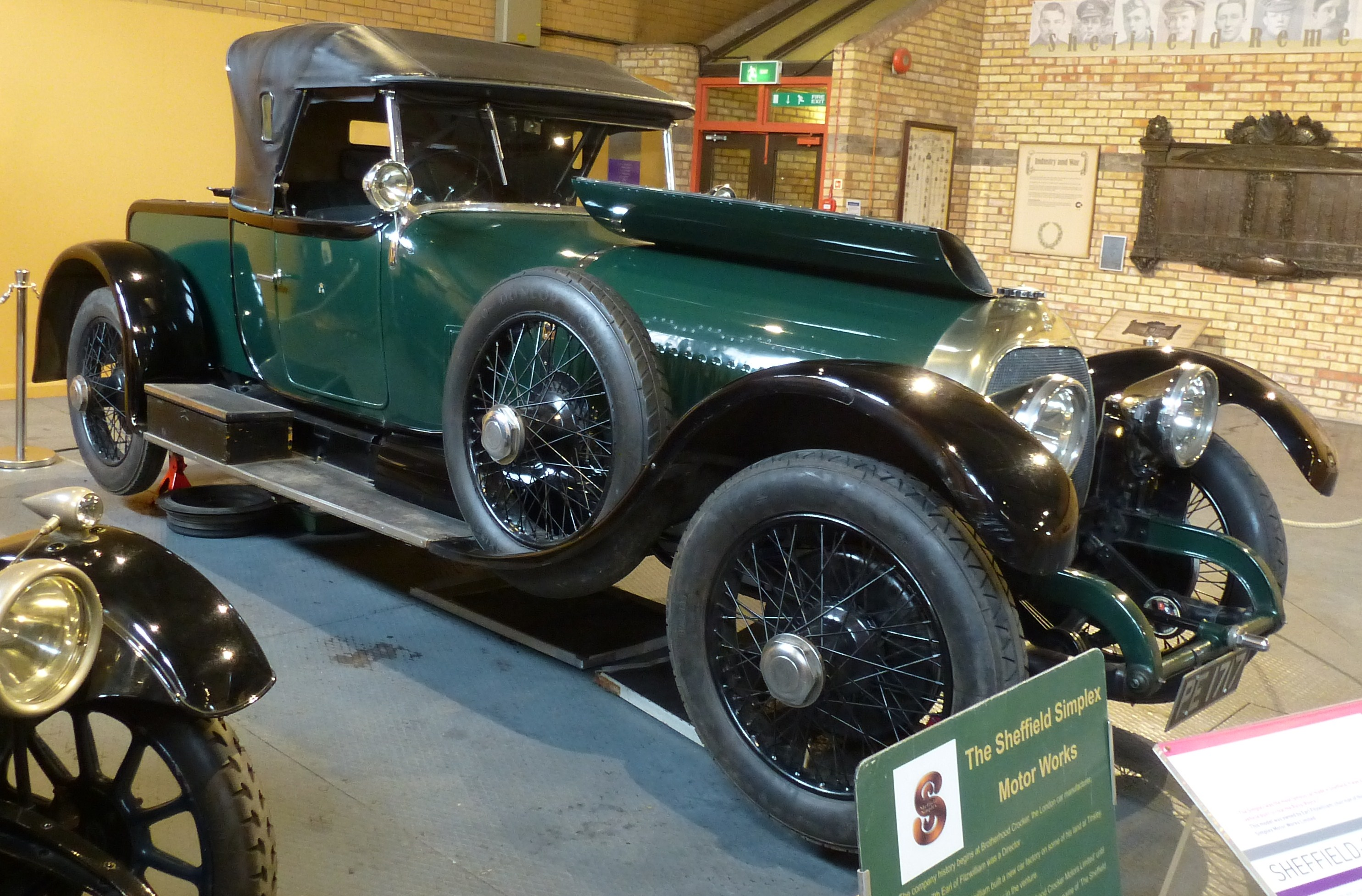
Sheffield-Simplex SSK 50HP Double Landaulette. Побудований в єдиному екземплярі

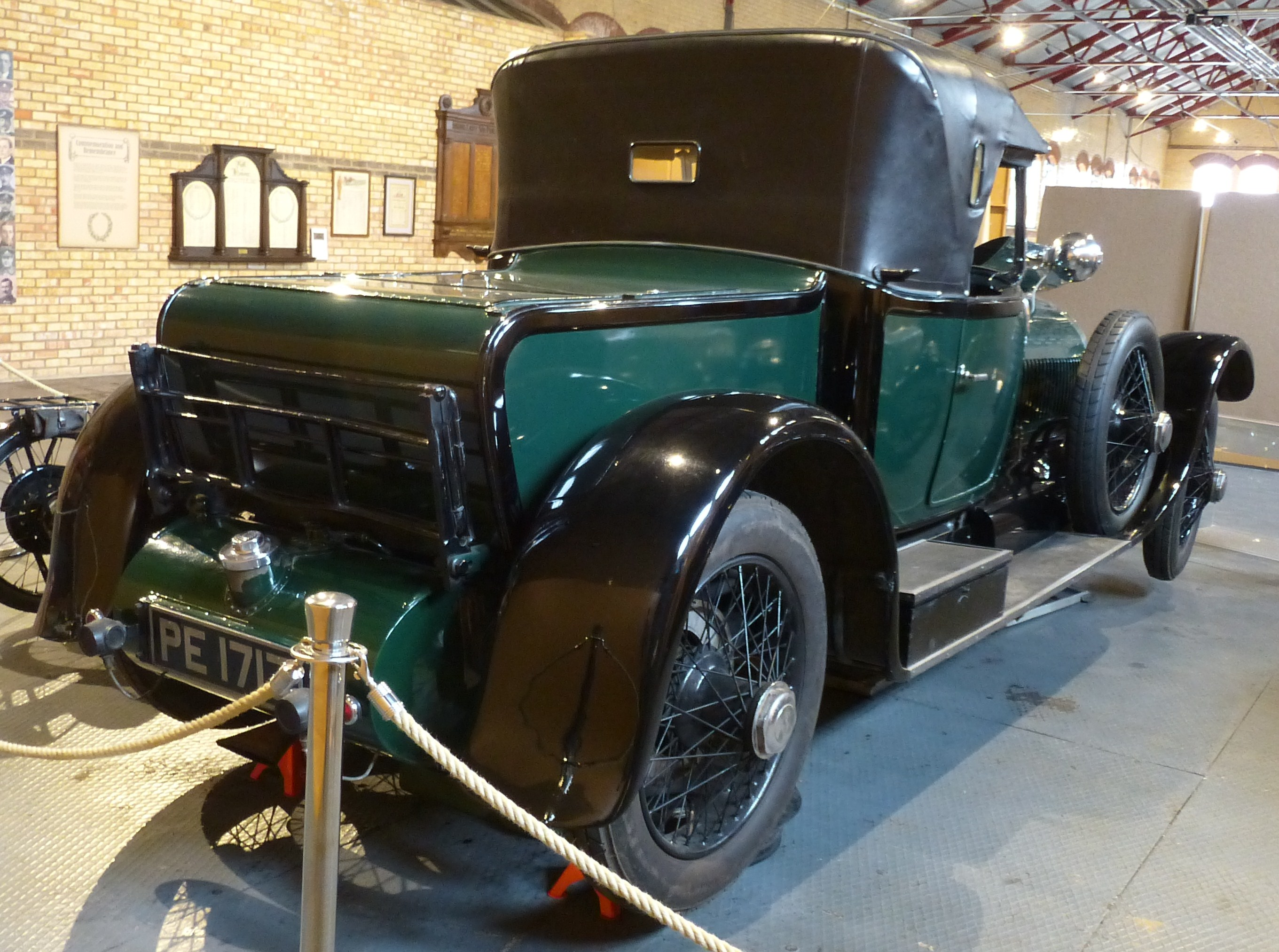
Sheffield-Simplex SSK 50HP Double Landaulette

Після війни, у 1919 році, фірма відновила виробництво легкової моделі LA7B, яка тепер називалася просто 30НР, проте через рік на автосалоні в Лондоні була представлена нова шестициліндрова модель - SSK 50НР. Її мотор, об'ємом 7777 см3, мав старомодну конструкцію - блок кожного циліндра був відлитий окремо, як це було модно на самому початку століття. Гальмівна система була на цьому розкішному автомобілі на чотирьох колесах, що було інновацією в той час, привід до всіх був тросовим. Однак дорогі автомобілі в післявоєнній Британії мало кому були потрібні, Rolls-Royce і той став випускати доступнішу модель Twenty, а Sheffield-Simplex не продав жодного розкішного SSK 50НР, ціна якого була на рівні сучасних 90 000 фунтів.

## Виробництво мотоциклів Ner-A-Car

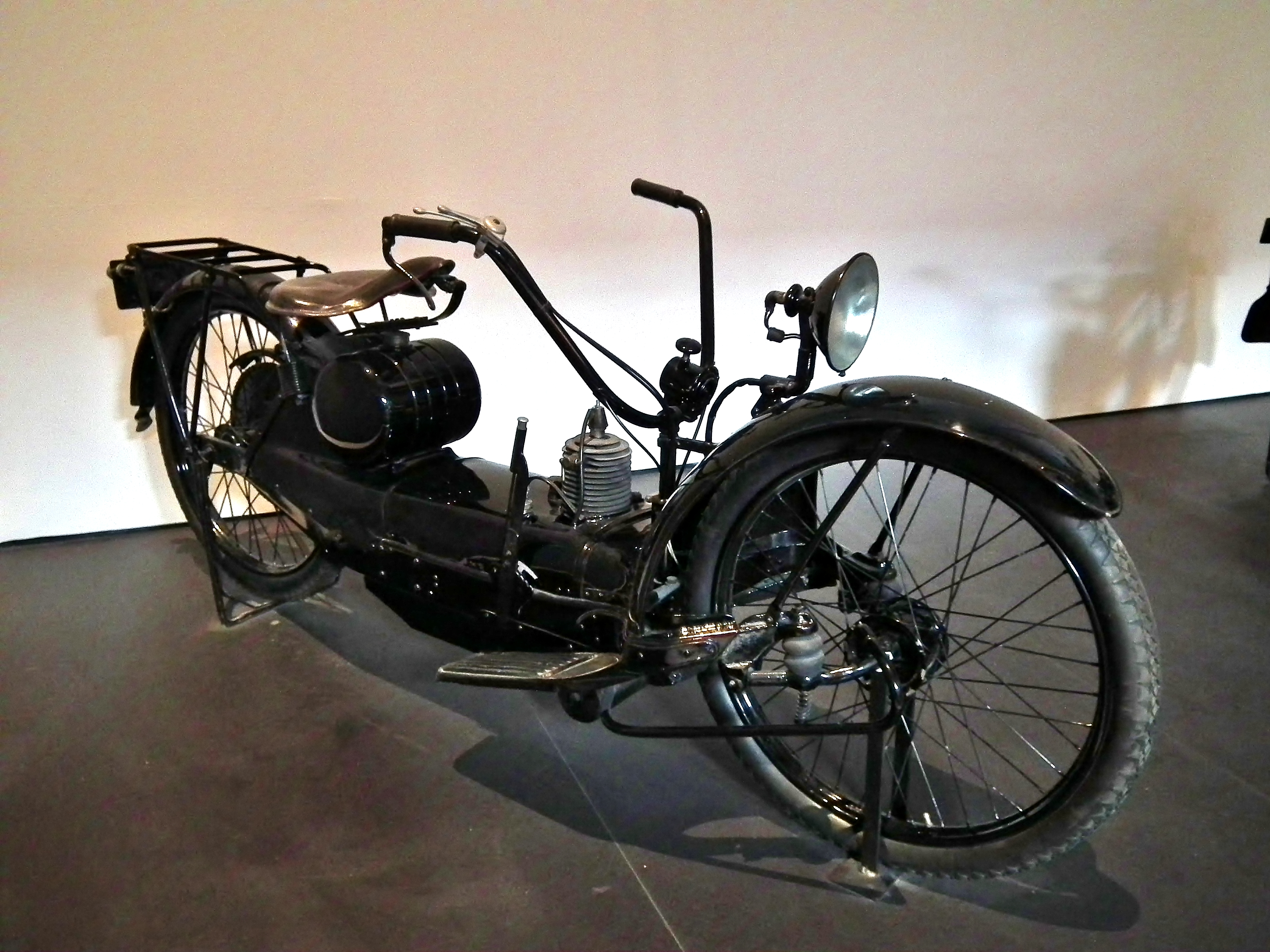
Ner-A-Car Model A

Тому, щоб не закритися, в червні 1921 року на заводах фірми в Шеффілді стали випускатися по купленій ще в 1919 році у американця Карла Нерачера ліцензії мотоцикли його ж конструкції, названі Ner-A-Car. Виходячи з угод, британці могли продавати свої мотоцикли тільки в британських колоніях, за винятком Канади, де свою продукцію повинні були продавати американці (вони почали виробництво тільки через рік). Для того, щоб не псувати імідж фірми, яка мала славу конкурента Rolls-Royce, була створена дочірня компанія The Inter Continental Engineering Company, яка розташовувалася в тих же будівлях, що і Sheffield-Simplex. Бренд Ner-A-Car був грою слів. По-перше, обігравалося ім'я творця - Neracher Carl, по-друге, вимовлялося воно як "Near a car", тобто "недоавтомобіль". Цей транспортний засіб хоч і був двоколісним, але традиційним мотоциклом не був. Штампована рама у нього була нетипово низькою, у машини це називалося б "underslang", тобто мости над рамою. Через це вся силова конструкція, захована в рамі Ner-A-Car, мала низький центр тяжіння. Двотактний двоциліндровий двигун у американського і британського мотоцикла був одного об'єму - 221 см3, але конструкція у кожного була своя. Тільки трансмісія фрикційної дії, тобто за типом варіатора, була у обох мотоциклів одна і та ж. У трансмісії було п'ять фіксованих позицій, які включалися від швидкості обертання маховика двигуна. Шасі британської версії було майже на 9 см довше від американського, при цьому самі колеса були меншими. Також відрізнялося управління технікою, педалі були в дзеркальному відображенні. Оскільки передня підвіска була маятниковою, то конструкція рульового управління відрізнялася у цієї техніки від традиційної мотоциклетної, яка була відома до появи Ner-A-Car.
У 1923 році виробництво мотоциклів було перенесено з Шеффілда в Кінгстон-на-Темзі. Попутно з'явилася друга модель мотоцикла Model B, яка отримала 285-кубовий мотор і більше переднє крило. Через рік додалася ще одна модель - "С", у якої був уже 350-кубовий чотиритактний мотор, виробництва мотоциклетної фірми Blackburne, який працював в парі зі звичайною триступінчастою коробкою передач фірми Sturmey Archer з традиційним зчепленням. 1925 року старша модель отримала верхньоклапанний двигун такого ж об'єму, також виробництва фірми Blackburne. Разом з ним отримавши нове сидіння автомобільного типу, триплексне лобове скло, яке можна було регулювати по висоті, панель приладів і підресорену задню підвіску. Фірма Sheffield-Simplex, яка виробляла в штучній кількості поодинокі машини молодшої серії, отримує в 1925 році контракт на виробництво 30 вантажівок марки Commers.

## Закриття компанії
Пізньої осені 1926 року тривало виробництво Ner-A-Car, за весь час британська версія була випущена в кількості 6500 примірників. Після цього завод і підприємства, що знаходяться в ньому, припинили своє існування. Після війни було зроблено не більше десятка легкових автомобілів, а всього за весь час свого існування було випущено близько 1500 примірників Sheffield-Simplex, з яких до наших днів дожило всього 3 машини. Таким чином, марка повністю програла бренду Rolls-Royce, який не тільки живе досі, але має один з найвищих відсотків збереження своєї продукції. 1927 року приміщення були викуплені ділком на прізвище Кернерік, який став випускати на потужностях, де колись випускали "найкращі автомобілі у світі", леза для бритв.
Фірма Brotherhood під час війни займалася виробництвом авіаційних двигунів формули V12 для морської авіації. 1922 року була виготовлена парова вантажівка, яка так і залишилася в стадії прототипу, а через рік почалося виробництво тракторів під маркою Brotherhood-Ricardo з 30-сильними двигунами, які могли працювати як на бензині, так і на гасі (для цього у техніки було два різних баки, але одна паливна система).
Стенлі Брозехуд в 1927 році став главою фірми Humber, після реорганізації в 1928 році фірми Humber він залишився в раді директорів цієї компанії. Помер він у травні 1938 року. Фірма, заснована його батьком, проіснувала до 1965 року, коли її потужності викупила фірма Crossley-Premier Engines, марка Brohterhood була відправлена в архів, а Crossley-Premier Engines сама припинила своє існування всього через рік.

## Список автомобілів Brotherhood
- 1905 - Brotherhood 20/25HP

## Список автомобілів Sheffield-Simplex
- 1908 - Sheffield-Simplex LA1
  - Sheffield-Simplex LA2
- 1910 - Sheffield-Simplex LA3
  - Sheffield-Simplex LA4
  - Sheffield-Simplex LA5
  - Sheffield-Simplex LA6
- 1911 - Sheffield-Simplex LA7
- 1913 - Sheffield-Simplex LA7B
- 1919 - Sheffield-Simplex 30HP
- 1920 - Sheffield-Simplex SSK

## Список мотоциклів Ner-A-Car (Велика Британія)
- 1921 - Ner-A-Car Model A
- 1923 - Ner-A-Car Model B
- 1924 - Ner-A-Car Model C